# Епархия Умзимкулу
Епархия Умзимкулу (лат. Dioecesis Umzimkulensis) — епархия Римско-Католической Церкви с центром в городе Умзимкулу, ЮАР. Епархия Умзимкулу входит в митрополию Дурбана.

## История
21 февраля 1954 года Римский папа Пий XII издал буллу «Cum in Africa», которой учредил епархию Умзимкулу, выделив её из епархии Марианхилла.

## Ординарии епархии
- епископ Pius Bonaventura Dlamini F.F.J.[1] (21.02.1954 — 14.12.1967);
- епископ Gerard Sithunywa Ndlovu (22.12.1986 — 22.08.1994);
- епископ Stanisław Jan Dziuba, O.S.P.P.E. (31.12.2008 — по настоящее время).

## Источник
- Annuario Pontificio, Libreria Editrice Vaticana, Città del Vaticano, 2003, стр. 958, ISBN 88-209-7422-3
- Bolla Cum in Africa, AAS 46 (1954), стр. 465 (лат.)